# Laboratoire officiel de contrôle des médicaments
Le terme « laboratoire officiel de contrôle des médicaments (OMCL) » est attribué, en Europe, à un organisme public chargé de contrôler la qualité des médicaments et, selon le pays, des produits similaires (dispositifs médicaux, par exemple). Les OMCL font partie des Autorités nationales compétentes (ANC) ou sont placés sous leur tutelle.
En contrôlant les médicaments en totale indépendance des fabricants (autrement dit, sans conflits d’intérêts et en toute impartialité), les OMCL jouent un rôle majeur pour assurer la qualité et contribuer à l’innocuité et à l’efficacité des médicaments à usage humain ou vétérinaire, qu’ils soient déjà commercialisés ou non.
Les OMCL évaluent les médicaments à usage humain ou vétérinaire afin de déterminer s’ils satisfont aux exigences applicables en matière de teneur, de pureté, etc. telles qu’indiquées dans le dossier d’autorisation de mise sur le marché ou dans une pharmacopée officielle. Ils peuvent également vérifier si l’emballage et l’étiquetage sont conformes aux obligations légales et apportent une assistance pendant l’évaluation de la qualité, les inspections portant sur le respect des bonnes pratiques de fabrication (BPF), les investigations relatives à des défauts qualité et les enquêtes de pharmacovigilance. Des investigations peuvent également être menées sur des produits dont on suspecte qu’ils ont été falsifiés, en soutien aux forces de l’ordre, aux douanes, aux autorités sanitaires et aux autorités judiciaires. Par ailleurs, les OMCL contribuent activement à l’élaboration et à la vérification des méthodes de pharmacopée.
Afin de tenir compte de la dimension transfrontalière et mondiale du marché des médicaments, les OMCL coopèrent activement à l’échelle européenne et au-delà, par le biais du Réseau général européen des OMCL (GEON), cofondé par le Conseil de l’Europe et la Commission européenne (CE) en 1995. Un certain nombre d’OMCL non européens ont rejoint le réseau en tant que membres associés.
Composé de plus de 70 OMCL de plus d’une quarantaine de pays, le GEON est coordonné par la Direction européenne de la qualité du médicament & soins de santé (EDQM) du Conseil de l’Europe  - une organisation internationale basée à Strasbourg, qui défend les droits humains, la démocratie et l’État de droit. La liste des membres du réseau est disponible sur la page d’accueil de l’EDQM.
Le GEON aide les laboratoires de toute l’Europe à tirer le meilleur parti de leur expertise, de leurs compétences techniques et de leurs ressources financières, afin de contrôler comme il se doit les médicaments en Europe. Ces activités sont rendues possibles par l’organisation de programmes de contrôle coordonnés, de réunions, de formations, d’audits et d’essais d’aptitude (PTS) sur mesure, ainsi que par la mise à disposition de l’infrastructure (informatique) nécessaire. Les activités du réseau sont cofinancées par le Conseil de l’Europe et l’Union européenne.
Les OCML jouent un rôle primordial dans la procédure de libération officielle des lots par les autorités de contrôle (OCABR), prévue dans la législation de l’UE,. En vertu de cette procédure, chaque lot de vaccin à usage humain, de médicament dérivé du sang ou du plasma humain (facteurs de coagulation, immunoglobulines et albumine, par exemple) et de médicament immunologique vétérinaire (vaccins à usage vétérinaire, par exemple) est soumis à un contrôle qualité indépendant (notamment des essais) réalisé par un OMCL, après sa libération par le fabricant et avant de parvenir aux patients. La législation exige la reconnaissance mutuelle des résultats d’essais entre États membres (UE/EEE), de sorte que les OMCL impliqués collaborent en réseau pour veiller à ce que chaque lot soit contrôlé par un seul OMCL, dans les conditions approuvées, au bénéfice de tous.

## Liste des références
1. ↑  « UE/EDQM, « General European OMCL Network (GEON) – Terms of Reference, Annex 3: List of GEON members » (PA/PH/OMCL (09) 45 R33) »
2. ↑  « Libération des lots pour les produits biologiques à usage humain : vaccins, sang et dérivés du plasma | EDQM - Direction européenne de la qualité du médicament », sur www.edqm.eu (consulté le 2 septembre 2021)
3. ↑  « Directive 2001/83/CE du Parlement européen et du Conseil du 6 novembre 2001 instituant un code communautaire relatif aux médicaments à usage humain »
4. ↑  « Règlement (UE) 2019/6 du Parlement européen et du Conseil du 11 décembre 2018 relatif aux médicaments vétérinaires et abrogeant la directive 2001/82/CE »
5. ↑  « OCABR/OBPR pour les médicaments immunologiques vétérinaires (MIV) | EDQM - Direction européenne de la qualité du médicament », sur www.edqm.eu (consulté le 2 septembre 2021)